# 2 Cold Scorpio

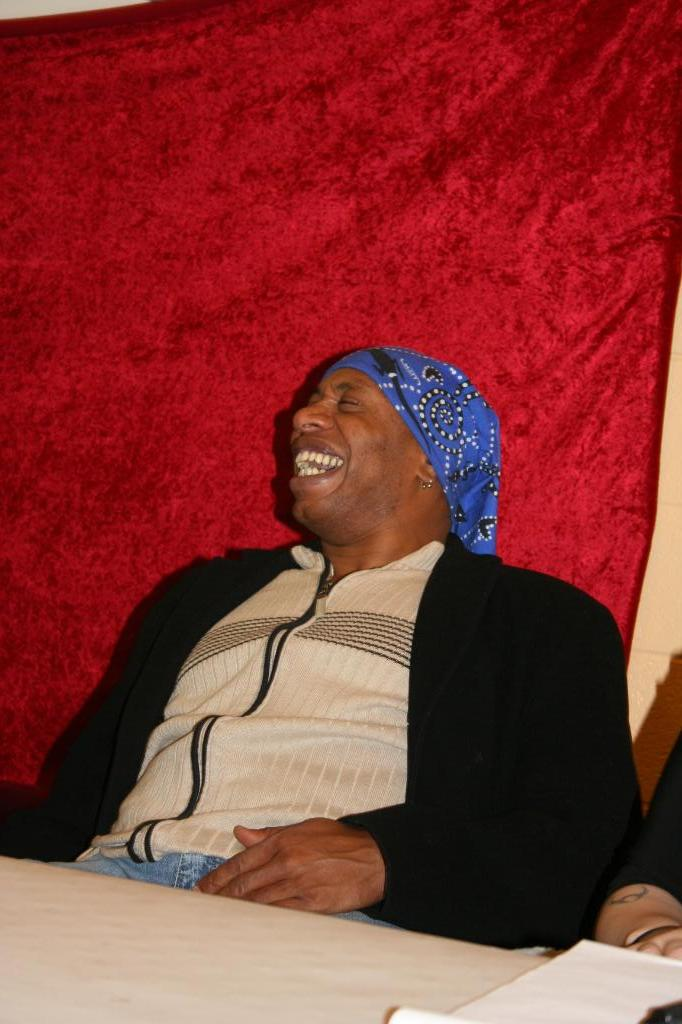
2 Cold Scorpio em sua passagem pela WWE

Charles "Charlie" Scaggs (nascido em 25 de outubro de 1965) é um lutador de wrestling profissional estadunidense, mais conhecido pelo seu ring name 2 Cold Scorpio (ou Too Cold Scorpio). Scaggs competiu pela Extreme Championship Wrestling, World Championship Wrestling, WWE (como Flash Funk) e Pro Wrestling NOAH. Atualmente, trabalha para a Pro Wrestling Upplunged, onde é o atual Heavyweight Champion.
Os seus principais títulos foram o ECW World Tag Team Championship (conquistado com The Sandman), ECW World Television Championship e o WCW World Tag Team Championship (em parceria de Marcus Alexander Bagwell). É o inventor do golpe 450º Splash.

## Carreira no wrestling
- Treinamento em Circuitos Independentes (1985-1992)
- World Championship Wrestling (1992-1994)
- Extreme Championship Wrestling (1994-1996)
- World Wrestling Federation/Entertainment (1996-1999, 2006-2007)
- Pro Wrestling NOAH (2000-2006)
- Pro Wrestling Upplunged (2007-presente)